# Margaret Atodonyang
Margaret Atodonyang (10 oktober 1978) is een Keniaanse langeafstandsloopster, die is gespecialiseerd in de halve marathon en de marathon.
In 2003 werd ze derde op de marathon van Amsterdam in een persoonlijk record van 2:29.21. Later dat jaar behaalde ze dezelfde klassering bij de marathon van Berlijn. In 2004 werd ze tweede op de marathon van San Diego en derde op de marathon van Singapore.

## Persoonlijke records
| Onderdeel      | Prestatie | Datum             | Plaats      |
| -------------- | --------- | ----------------- | ----------- |
| 10.000 m       | 32.00,4   | 27 juni 2000      | Straatsburg |
| halve marathon | 1:09.12   | 28 september 2003 | Udine       |
| marathon       | 2:29.21   | 19 oktober 2003   | Amsterdam   |

## Palmares

### 10.000 m
- 2000: 4e Diernieres Nouvelles d'Alsace in Straatsburg - 32.00,4

### 5 km
- 2000:  Giro Media Blenio in Dongio - 16.10,8
- 2003:  Memorial Fausto Radici - Memorial Mario Galli in Villa d'Ogna - 17.35
- 2004:  Corrida d'Octobure in Martigny - 17.12,6

### 10 km
- 2000:  Corrinfesta in San Daniele del Friuli - 33.01
- 2001:  La Talaudière - 34.42
- 2002:  Diecimila Della Pasquetta in Gualtieri - 33.45
- 2002:  Circuito Podistico in Cona -
- 2008:  Telemarket Brescia Art - 33.02

### 15 km
- 2002:  Corrida Festas da Cidade do Porto - 52.23

### halve marathon
- 2000:  halve marathon van Merano - 1:12.56
- 2000:  halve marathon van Pietramurata - 1:11.28
- 2000:  halve marathon van Mondsee - 1:14.07
- 2000: 4e halve marathon van Philadelphia - 1:11.59
- 2001:  halve marathon van Prato - 1:14.43
- 2001:  halve marathon van Saltillo - 1:13.59
- 2002: 4e City-Pier-City Loop - 1:10.54
- 2002:  halve marathon van Vitry-sur-Seine - 1:11.49
- 2002:  halve marathon van Saltillo - 1:14.52
- 2002: 4e halve marathon van Virginia Beach - 1:12.03
- 2002: 5e halve marathon van Udine - 1:09.55
- 2003: 5e halve marathon van Lissabon - 1:11.13
- 2003:  halve marathon van Virginia Beach - 1:11.27
- 2003:  halve marathon van Udine - 1:09.12
- 2004:  halve marathon van Berlijn - 1:11.31
- 2004:  halve marathon van Nice - 1:11.34
- 2005:  halve marathon van Philadelphia - 1:09.55
- 2008:  halve marathon van Azpeitia - 1:13.32
- 2008: 4e halve marathon van Coban - 1:18.19

### marathon
- 2002:  marathon van San Sebastián - 2:34.57
- 2003:  marathon van Turijn - 2:32.19
- 2003:  marathon van Amsterdam - 2:29.20,0
- 2004:  marathon van San Diego - 2:31.58
- 2004:  marathon van Singapore - 2:42.05
- 2005: 7e marathon van San Diego - 2:33.33
- 2005: 14e marathon van Peking - 2:40.24
- 2009: 7e marathon van Madrid - 2:50.01
- 2009: 4e marathon van Istanboel - 2:38.25
- 2010:  marathon van Bilbao - 2:49.28

### veldlopen
- 2002: 6e Keniaanse kamp. in Nairobi - 27.50
- 2003: 21e Keniaanse kamp. in Nairobi - 28.40
- 2008: 27e Keniaanse kamp. in Nairobi - 30.38,1